# San Cristóbal Suchixtlahuaca
San Cristóbal Suchixtlahuaca es una localidad del estado mexicano de Oaxaca. Es cabecera del municipio de San Cristóbal Suchixtlahuaca.

## Demografía
| Censo | Población |
| ----- | --------- |
| 1900  | 883       |
| 1910  | 835       |
| 1921  | 758       |
| 1930  | 767       |
| 1940  | 642       |
| 1950  | 577       |
| 1960  | 653       |
| 1970  | 512       |
| 1980  | 388       |
| 1990  | 353       |
| 1995  | 320       |
| 2000  | 319       |
| 2005  | 226       |
| 2010  | 299       |
| 2020  | 327       |